# Dekanat Kłodzko

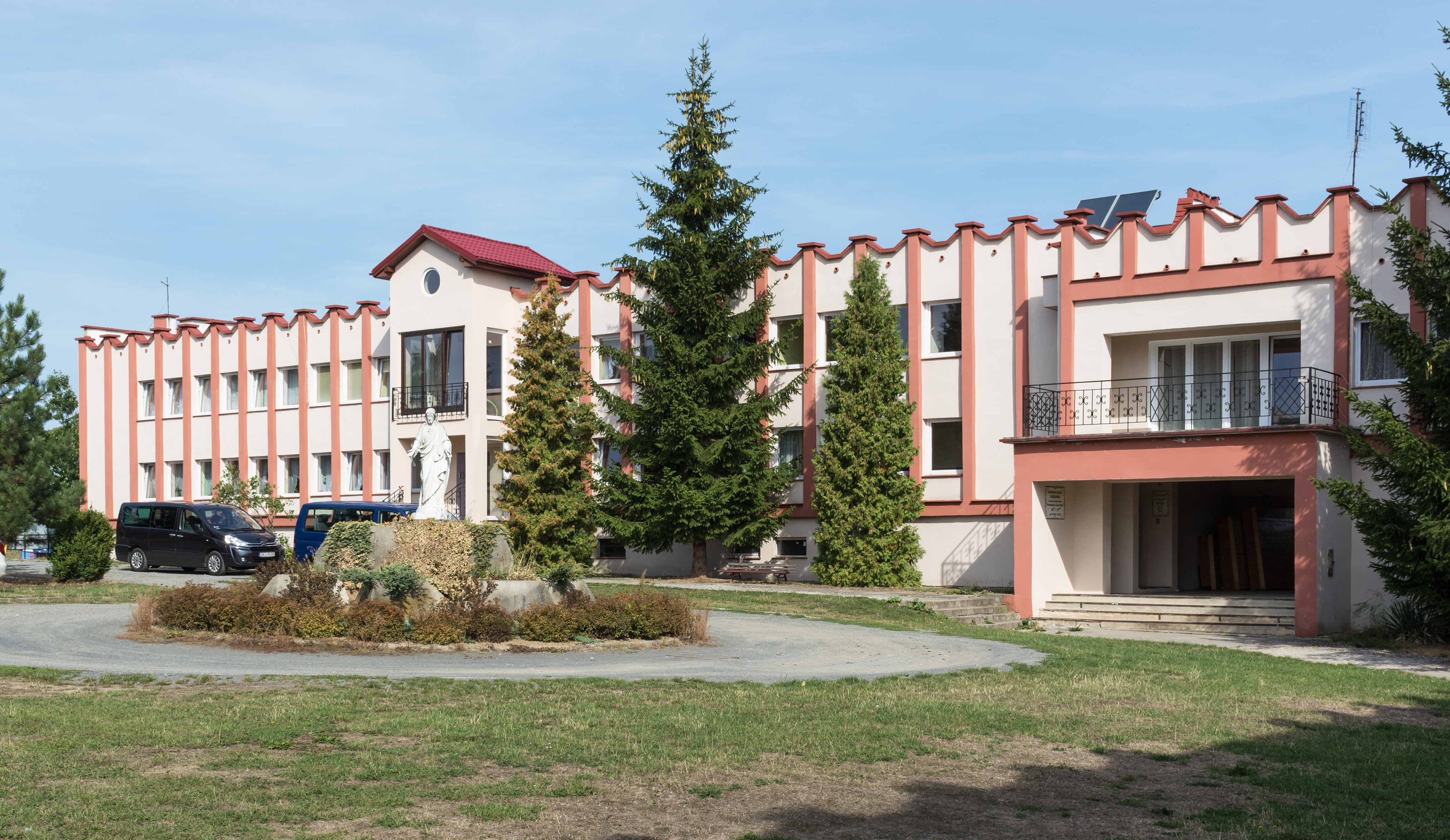
Siedziba dekanatu

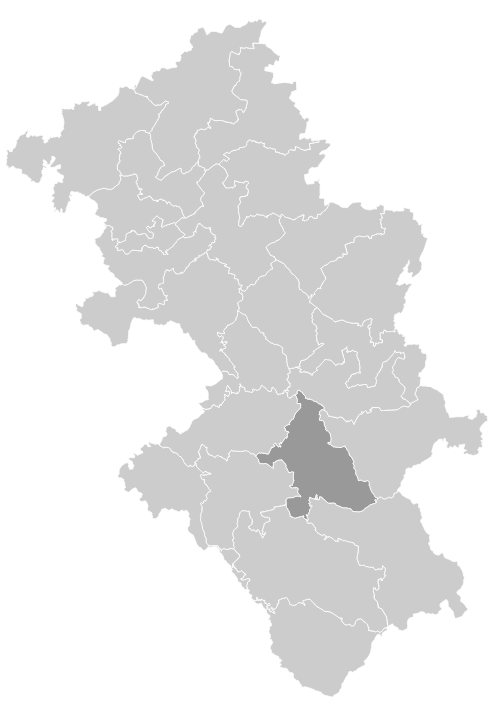
Położenie na mapie diecezji

Dekanat Kłodzko – jeden z 24 dekanatów w rzymskokatolickiej diecezji świdnickiej.
Dekanat znajduje się na terenie województwa dolnośląskiego, w powiecie kłodzkim. Jego siedziba ma miejsce w Kłodzku, w kościele Podwyższenia Krzyża Świętego.

## Historia
Po zakończeniu II wojny światowej terytorium wielkiego dekanatu kłodzkiego zostało przyłączone do Polski. Decyzją ówczesnych władz kościelnych dekanat został włączony w obręb administratury apostolskiej archidiecezji wrocławskiej ze stolicą biskupią we Wrocławiu, pozostając formalnie w granicach archidiecezji praskiej. Na początku 1946 dokonano podziału Wielkiego Dekanatu na cztery mniejsze jednostki, wśród których znalazł się dekanat Kłodzko. Od 2004 dekanat wchodzi w skład diecezji świdnickiej.

## Parafie i miejscowości
W skład dekanatu wchodzi 11 parafii:

### parafia św. Jakuba Apostoła
- Krosnowice – kościół parafialny

### parafia św. Jana Chrzciciela
- Jaszkowa Dolna → kościół parafialny

### parafia św. Mikołaja
- Droszków → kościół filialny św. Barbary
- Gaj
- Jaszkowa Górna → kościół parafialny

### parafia NMP Różańcowej
- Jaszkówka
- Kłodzko → kościół parafialny
  - Dolnia → kaplica mszalna NMP Pocieszenia Strapionych
- Podzamek → kaplica mszalna Niepokalanego Poczęcia NMP

### parafia św. Jana Pawła II
- Kłodzko → kościół parafialny

### parafia Niepokalanego Poczęcia NMP
- Boguszyn → kaplica św. Moniki
- Kłodzko
  - Goszyce → kościół parafialny
- Ławica
- Morzyszów
- Podtynie

### parafia Podwyższenia Krzyża Świętego
- Kłodzko → kościół parafialny
  - Książek
  - Zarzecze (dzielnica ta zwana jest także Zagórze) → kaplica mszalna Macierzyństwa NMP

### parafia wojskowa Świętych Apostołów Piotra i Pawła
(parafia wojskowa ordynariatu polowego)
Kłodzko obszar ulicy Walecznych

### parafia Wniebowzięcia Najświętszej Maryi Panny
- Gołogłowy → kościół filialny św. Antoniego
- Kłodzko → kościół parafialny oraz kościół klasztorny św. Jerzego i św. Wojciecha
  - Leszczyny
  - Nowy Świat
  - Ustronie → kościół filialny św. Ignacego Loyoli
- Korytów
- Mikowice
- Ścinawica

### parafia św. Jana Chrzciciela
- Bierkowice
- Kamieniec
- Piszkowice → kościół parafialny
- Ruszowice

### parafia św. Jerzego
- Łączna → kaplica mszalna św. Anny
- Młynów
- Święcko (do parafii należy tylko przysiółek tej wsi)
  - Huberek
- Wilcza
- Wojbórz → kościół parafialny
  - Wojbórz

### parafia św. Michała Archanioła
- Wojciechowice → kościół parafialny
- Kłodzko – dzielnica Owcza Góra. Kościół pw. św. Jana Pawła II (planowana nowa parafia)

Powyższy wykaz przedstawia wszystkie miasta, wsie oraz dzielnice miast, przysiółki wsi i osady w dekanacie.